# Parvordine
In tassonomia biologica, il parvordine è uno dei livelli di classificazione scientifica degli organismi viventi, sia in zoologia, sia in botanica.
Nell'organizzazione sistemica, il parvordine si colloca al livello inferiore all'infraordine e superiore alla famiglia (o alla superfamiglia se esistente).